# Мусина, Раиса Александровна
Раиса Александровна Мусина (родилась 31 марта 1998 года в Москве, Россия) — российская профессиональная баскетболистка, играющая на позиции форварда. Была выбрана на драфте ВНБА 2018 года во втором раунде под общим 21-м номером командой «Финикс Меркури». Выступает за баскетбольный клуб «Ника» (Сыктывкар).

## Достижения
В течение своей спортивной карьеры успела завоевать следующие титулы:
- 2018 — обладатель Суперкубка Европы;
- 2018 — чемпион Евролиги;
- 2018 — чемпион России;
- 2018 — обладатель «Кубка УГМК»;
- 2017 — чемпион мира U19 (в финале набрала 33 очка, сделала 11 подборов и 7 результативных передач)[2];
- 2017 — серебряный призер «Кубка УГМК»;
- 2015, 2016 — серебряный призер Кубка России;
- 2015 — серебряный призер чемпионата мира U19;
- 2015 — бронзовый призер чемпионата Европы U18;
- 2014 — бронзовый призер «Кубка УГМК»;
- 2014 — чемпион Европы U16;
- 2014, 2015 — чемпион молодёжного первенства России;
- 2011—2015 — чемпион России среди девушек 1998 г.р.